# Suzana Herculano-Houzel

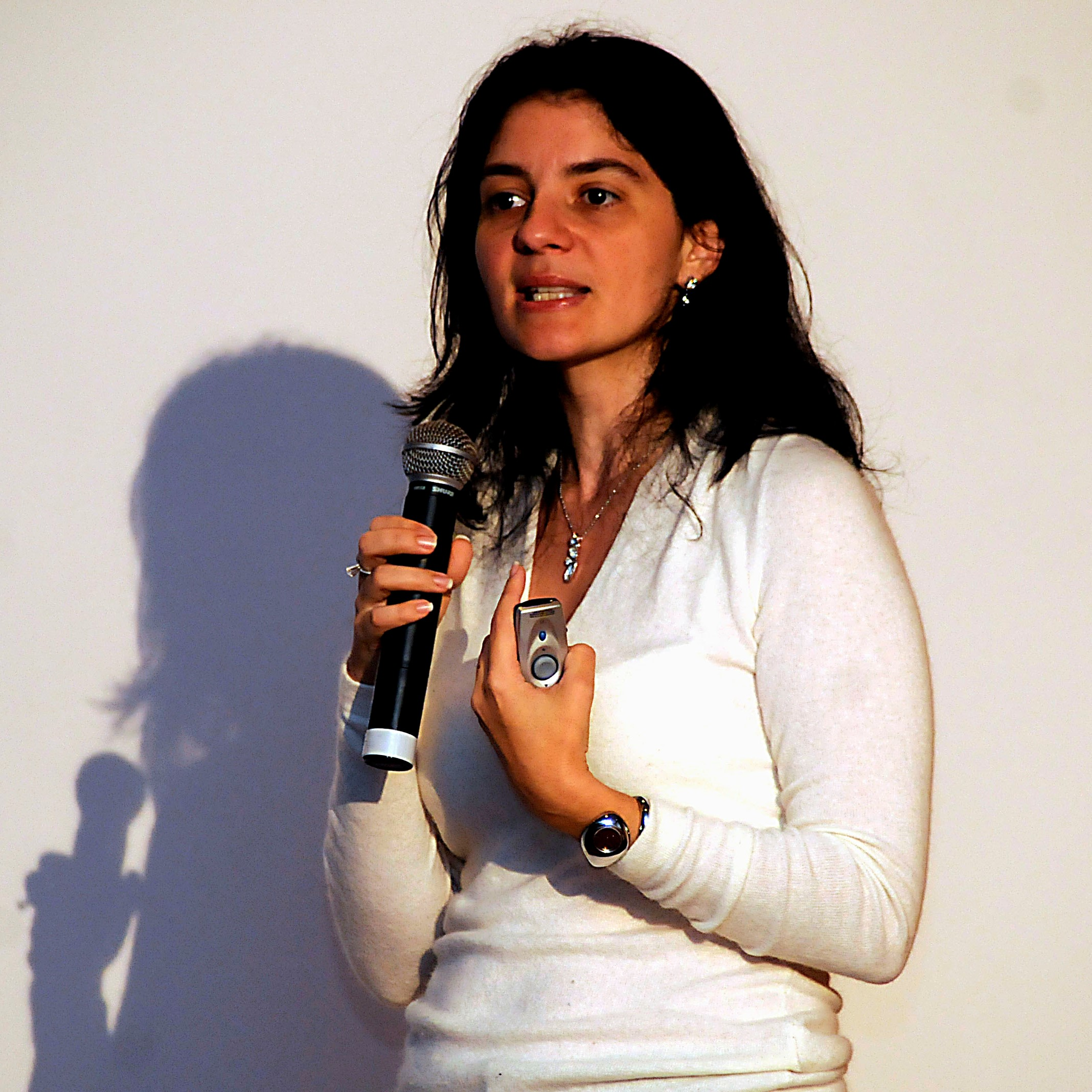
Suzana Herculano-Houzel (2009)

Suzana Herculano-Houzel (geb. 1972 in Rio de Janeiro) ist eine brasilianische Neurowissenschaftlerin mit Schwerpunkt vergleichende Neuroanatomie.

## Herkunft und Ausbildung
Suzana Herculano-Houzel wurde 1972 in Rio de Janeiro geboren. Sie schloss 1992 ein Biologiestudium an der Universidade Federal do Rio de Janeiro ab, erwarb 1995 einen Mastertitel an der Case Western Reserve University in Cleveland und promovierte 1999 in Neurowissenschaften an der Universität Paris VI. 1999 fing sie auf einer Postdocstelle am Max-Planck-Institut für Hirnforschung bei Wolf Singer an.

## Karriere
Von 2002 an arbeitete Herculano-Houzel an der Universidade Federal do Rio de Janeiro, im Mai 2016 wechselte sie an die Vanderbilt University in Nashville.
Sie entwickelte eine neue Methode, Nervenzellen im Gehirn von Menschen und Tieren quantitativ zu erfassen, und wies nach, dass die Faltungen der Großhirnrinde mit deren Fläche und Dicke und nicht der Zahl der Neuronen korreliert.
Neben ihrer Forschungsarbeit publiziert Herculano-Houzel populärwissenschaftliche Bücher und schreibt Kolumnen für die Folha de S.Paulo und die brasilianische Ausgabe von Scientific American. Als erste Brasilianerin war sie 2013 Rednerin bei TEDGlobal.
2004 erhielt sie den nach José Reis benannten Preis für Wissenschaftskommunikation des brasilianischen Nationalrats für Wissenschaftliche und Technologische Entwicklung.

## Veröffentlichungen
- Human Advantage: A New Understanding of How Our Brain Became Remarkable, The Mit Press, 2016, ISBN 0262034255